# Ímeros (Rhodope)
Ímeros, en grec moderne : Ίμερος, est un village du dème de Marónia-Sápes, district régional de Rhodope, en Macédoine-Orientale-et-Thrace, Grèce.
Selon le recensement de 2021, la population du village compte 201 habitants.